# 브나로드 운동

브나로드 운동 포스터

브나로드 운동(러시아어: Движение "В народ", 영어: v narod movement)은 1930년대 초에 일어났던 한국의 학생 운동이다.

## 개관

### 농촌계몽운동
1931년 김성수, 송진우 등은 농촌의 문맹자가 많은 것을 보고, 농촌 계몽운동을 준비한다. 이는 농촌에도 소학교와 중등학교를 세우고, 고령자와 장년층을 위해 야학을 설치하여 글과 숫자를 깨우치게 하자는 것이 취지였다. 한편 1930년 이후 서울을 비롯한 지방 각 학교에서는 동맹휴학 등이 그칠 새 없이 일어났고, 날이 갈수록 일제의 조직적 탄압과 감시는 심해갔는데, 이 무렵 새로운 학생 운동으로 등장한 것이 ‘브나로드 운동’이다.
1929년부터 학생들은 여름방학을 이용하여 문맹타파운동을 전개하였고, 사회적으로 커다란 호응을 얻었다. 김성수, 송진우 등은 대학생들과 대학 출신 인텔리들에게 이를 호소했고, 이들의 호소에 심훈, 최용신, 곽상훈, 박순천 등의 대졸 출신 인재들이 각지의 농촌으로 가서 봉사, 계몽 활동을 하게 된다. 이를테면 최용신은 감리교신학대학교에서 공부한 신학생이고, 심훈 작가는 중국에서 대학교 공부를 한 엘리트이다. 1931년 7월 학생들은 동아일보의 후원을 얻어 ‘브나로드’라는 슬로건 아래 농촌계몽에 나섰다. ‘브나로드’란 원래 러시아어로서 ‘민중 속으로’라는 뜻이다.
이 운동은 학생계몽대를 중심으로 하여 학생강연대·학생기자대로 나누어 전개되었다. 학생계몽대는 남녀 고교생으로 구성하여 한글과 산술을 가르쳤고, 학생강연대는 지금의 대학교인 전문학교 이상의 학생들로 구성되어 학술강연·시국강연·위생강연을 담당했으며, 학생기자대는 고등보통학교와 전문학교 학생 즉 지금에 빗대면 고등학교와 대학교 학생으로 구성되며 여행일기·고향통신·생활수기 등을 신문에 투고하도록 하였다. 심훈 작가가 쓴 농촌계몽소설인 《상록수》를 읽어보면 신학교와 농업학교에서 공부한 지식인들인 채영신과 박동혁이 언론사에서 시행한 농촌계몽운동 보고대회에서 토론을 하고, 자신들이 활동하는 농촌공동체에서 한글교육, 공동답 만들기로써 활약하는 이야기가 나온다.
하지만, 1935년을 넘어서면서부터 한국의 민족운동은 모든 면에서 암흑기에 들어갔다. 학생들은 조선총독부의 학무국과 경무국으로부터 반일사상 고취를 의심하여 방문, 소환, 전화 항의 등을 받았으나 별다른 혐의점이 없어 운동 자체를 막지는 못했다. 심훈의 소설 《상록수》에 채영신과 채영신의 본보기인 최용신 감리교회 전도사가 야학에서 공부하는 학생 수 제한 등의 탄압을 받는 이야기가 나온다. 
이는 1938년 일제 당국의 탄압을 받고 중단되지만, 해방 이후 대한민국 대학의 농촌 봉사활동(농활) 운동으로 이어진다.

## 같이 보기
- 인민주의
- 상록수